# Wratislaw I. von Fürstenberg
Wratislaw I. Graf von Fürstenberg (genannt der Ältere) (auch Wratislaus) (* 31. Januar 1584 in Prag; † 10. Juli 1631 in Wien) war Offizier in spanischen und österreichischen Diensten, sowie Diplomat und zuletzt Hofratspräsident. 

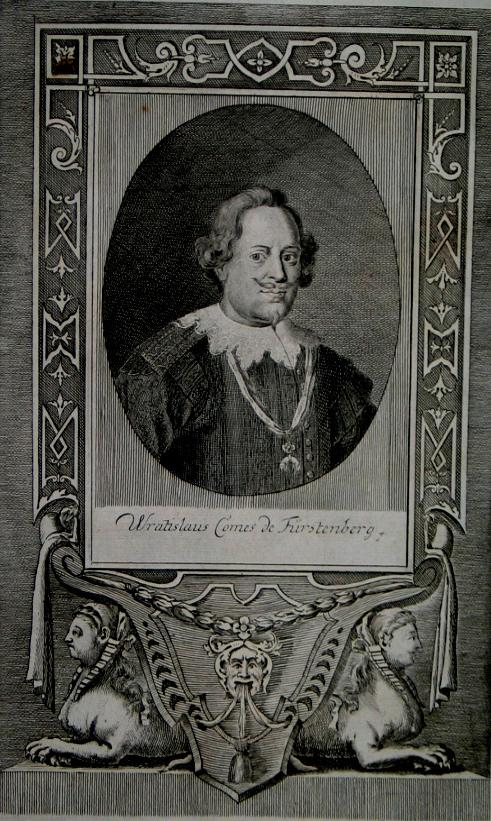
Wratislaw I. Graf von Fürstenberg

## Familie
Graf Wratislaw stammte aus der Linie aus dem Kinzigtal der süddeutschen Familie von Fürstenberg. Er war ein Sohn des Grafen Albrecht I. und der Gräfin Elisabeth, geb. Freiin von Pernstein. Sein älterer Bruder war Christoph II. von Fürstenberg. Nach dem Tod des Vaters einigte er sich mit diesem auf eine Erbteilung. Wratislaw erhielt die Herrschaft Möhringen, nach der er sich benannte. 
Er selbst war dreimal verheiratet. Im Jahr 1608 heiratete er Margarethe von Croy. Diese Ehe blieb kinderlos. Nach deren Tod heiratete er 1615 Katharina Livia de la Verdetierra (oder de la Vierda Tiera). Diese brachte eine hohe Mitgift in die Ehe und starb am 1. Juli 1627 in Brüssel.
Seine dritte Ehe ging er 1628 mit Lavinia Gonzaga Gräfin von Novellara ein. Kinder dieser Verbindungen waren: Franz Wratislaus (1631–1641) und Eleonora Katharina (1630–1676).
Als erster seiner Familie führte er das Erstgeburtsrecht ein. Dies wurde ihm vom Kaiser bestätigt. Der einzige Sohn aus zweiter Ehe, Albrecht II. (* 1619), starb als Oberstleutnant während der Belagerung des Hohentwiel am 8. Oktober 1640. Für seine Leiche forderte der Kommandant dieser Festung, Konrad Widerholt, ein Lösegeld über 300 Dukaten, das er von Albrechts Verwandten auch erhielt.
Mit Albrechts Tod erlosch die Möhringer Linie der Fürstenberger.

## Leben
Graf Wratislaw erhielt seine Ausbildung in Prag. Später begann er eine militärische Laufbahn und erlernte das Kriegshandwerk in den Niederlanden. Er diente unter Ambrosio Spinola auf spanischer Seite im Krieg gegen die Niederlande. Am Hof der Infantin Isabella Clara Eugenia von Spanien erhielt er Ämter und Auszeichnungen. König Philipp III. von Spanien nahm ihn 1617 in den Orden vom Goldenen Vlies auf und unterstellte ihm zehn Fähnlein Infanterie. Er brachte es bis zum Rang eines Obristen.
Graf Wratislaw trat in kaiserliche Dienste über und warb für Kaiser Matthias fünf Fähnlein für den Krieg gegen das aufständische Böhmen an. Im Jahr 1619 diente er dem Kaiser als Gesandter in Paris. Er trug dazu bei, dass Frankreich sich noch aus dem beginnenden Dreißigjährigen Krieg heraushielt. Eine von ihm verfasste Denkschrift zu politischen Fragen erschien im Druck. Später unternahm er eine erfolgreiche diplomatische Reise nach Spanien, die 1621 beendet war. Als Dank für die geleisteten Dienste erhielt er die konfiszierte Herrschaft Kornhaus in Böhmen. Ferdinand II. ernannte ihn zum geheimen Rat. Zuletzt war er Präsident des Reichshofrates.